# Ein Herz, das seinen Jesum lebend weiß
Ein Herz, das seinen Jesum lebend weiß, (Un cœur qui sait que son Jésus est vivant) (BWV 134) est une cantate religieuse de Johann Sebastian Bach composée à Leipzig en 1724.

## Histoire et livret
Cette cantate, écrite pour le Mardi de Pâques, est dérivée de la cantate de félicitations Die Zeit, die Tag und Jahre macht (BWV 134a) jouée à Köthen le 1er janvier 1719, est la deuxième écrite par Bach pour Pâques à Leipzig. Pour cette destination liturgique, deux autres cantates ont franchi le seuil de la postérité : les BWV 145 et 158. Il la dirigea le 11 avril 1723. Pour la Pâques de 1724 il avait joué Christ lag in Todesbanden (Bach), (BWV 4), qui datait de l'époque de Mühlhausen. Pour le second jour de Pâques, Erfreut euch, ihr Herzen, (BWV 66), qu'il avait conçue à partir de la sérénade profane  Der Himmel dacht auf Anhalts Ruhm und Glück, composée à Köthen en 1718. De la même façon il a préparé une cantate pour le nouvel an de 1719 à Köthen Die Zeit, die Tag und Jahre macht, (BWV 134a), pour le troisième jour de Pâques.
Les lectures prescrites pour ce jour de fête étaient Act 13 : 26–33 et Luc 24 : 36–47, la réapparition de Jésus aux Apôtres à Jérusalem. L'auteur inconnu adapte le dialogue de deux figures allégoriques, le Temps et la Divine Providence, écrit à l'origine par Christian Friedrich Hunold, un des romanciers de son temps. L'auteur garde dans cette cantate l'ordre des mouvements, délaissant les cinquième et sixième mouvements de l’œuvre originelle. Il garde le chœur final pour la conclusion à l'opposé de Erfreut euch, ihr Herzen, où le chœur avait été déplacé en ouverture et remplacé par un choral. Sur la partition Bach a simplement écrit le nouveau texte sous l'ancien.
Bach composa trois nouveaux récitatifs pour une seconde version et les joua le 27 mars 1731. Il révisa toute la cantate, écrivant une nouvelle partition avec des améliorations détaillées et la dirigea peut-être le 12 avril 1735.

## Structure et instrumentation
La cantate est écrite pour deux hautbois, deux violons, alto, basse continue, alto et ténor solistes, et chœur à quatre voix.
1. récitatif (alto, ténor) : Ein Herz, das seinen Jesum lebend weiß
2. aria (ténor) : Auf, Gläubige, singet die lieblichen Lieder
3. récitatif (alto, ténor) : Wohl dir, Gott hat an dich gedacht,
4. aria (alto, ténor) : Wir danken und preisen dein brünstiges Lieben
5. récitatif (alto, ténor) : Doch würke selbst den Dank in unserm Munde
6. chœur : Erschallet, ihr Himmel, erfreuet dich, Erde,

## Sources
- Gilles Cantagrel, Les Cantates de J.-S. Bach, Paris, Fayard, 24 mars 2010, 1665 p. (ISBN 978-2-213-64434-9).

- (en) Cet article est partiellement ou en totalité issu de l’article de Wikipédia en anglais intitulé « Ein Herz, das seinen Jesum lebend weiß, BWV 134 » (voir la liste des auteurs).